# Fisher Body Co.

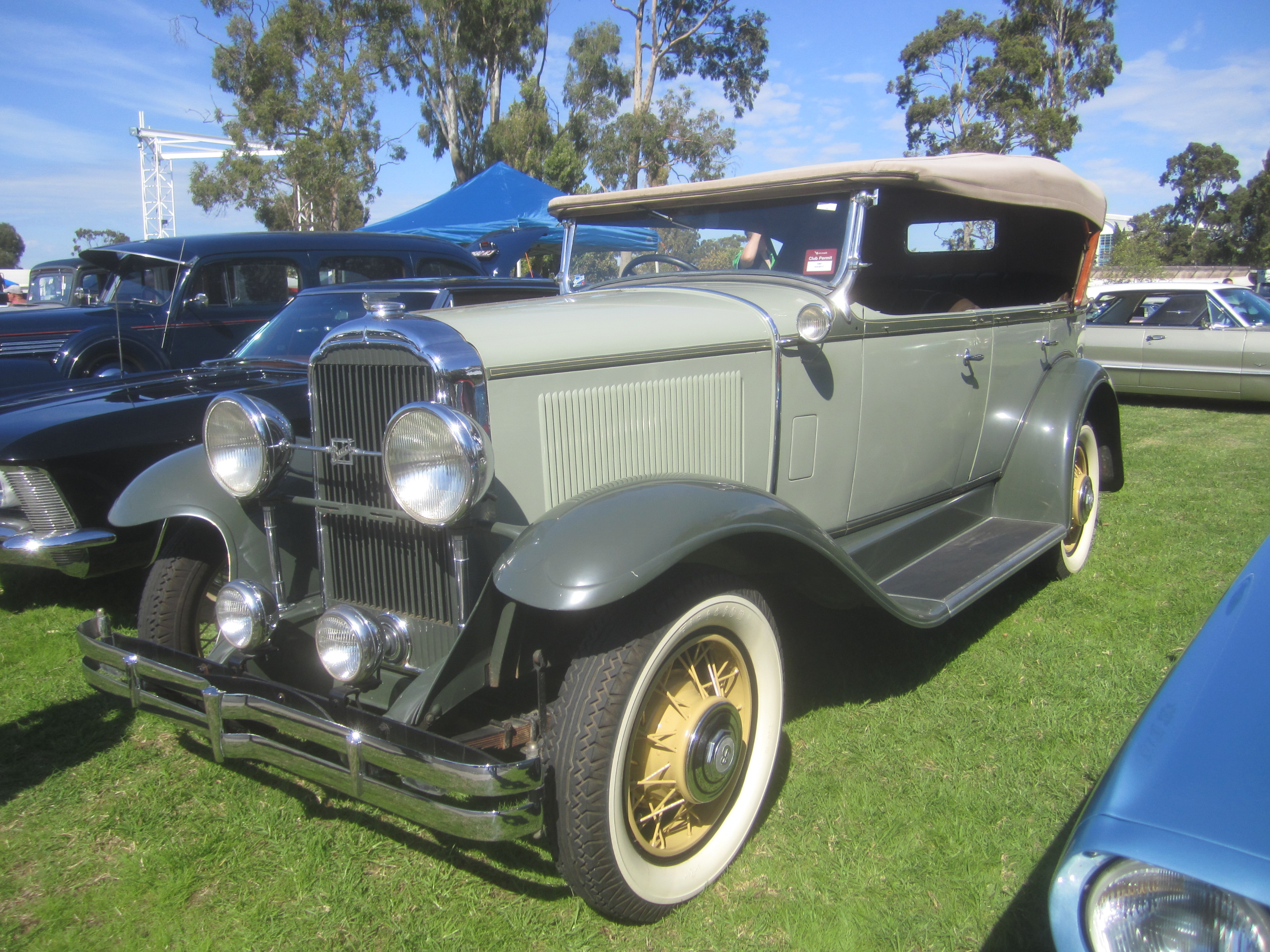
Buick Roadmaster von 1931

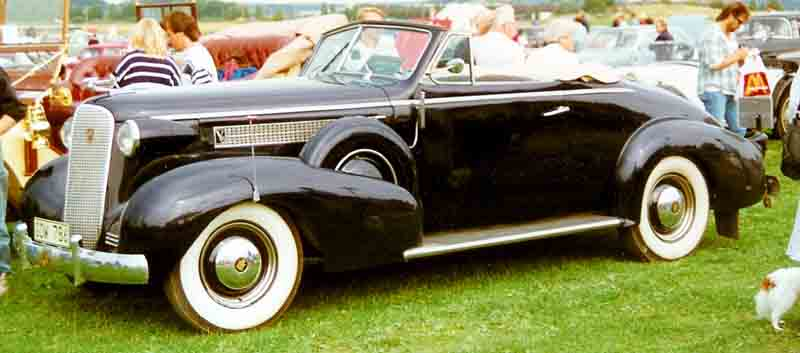
Cadillac Series 60 von 1937

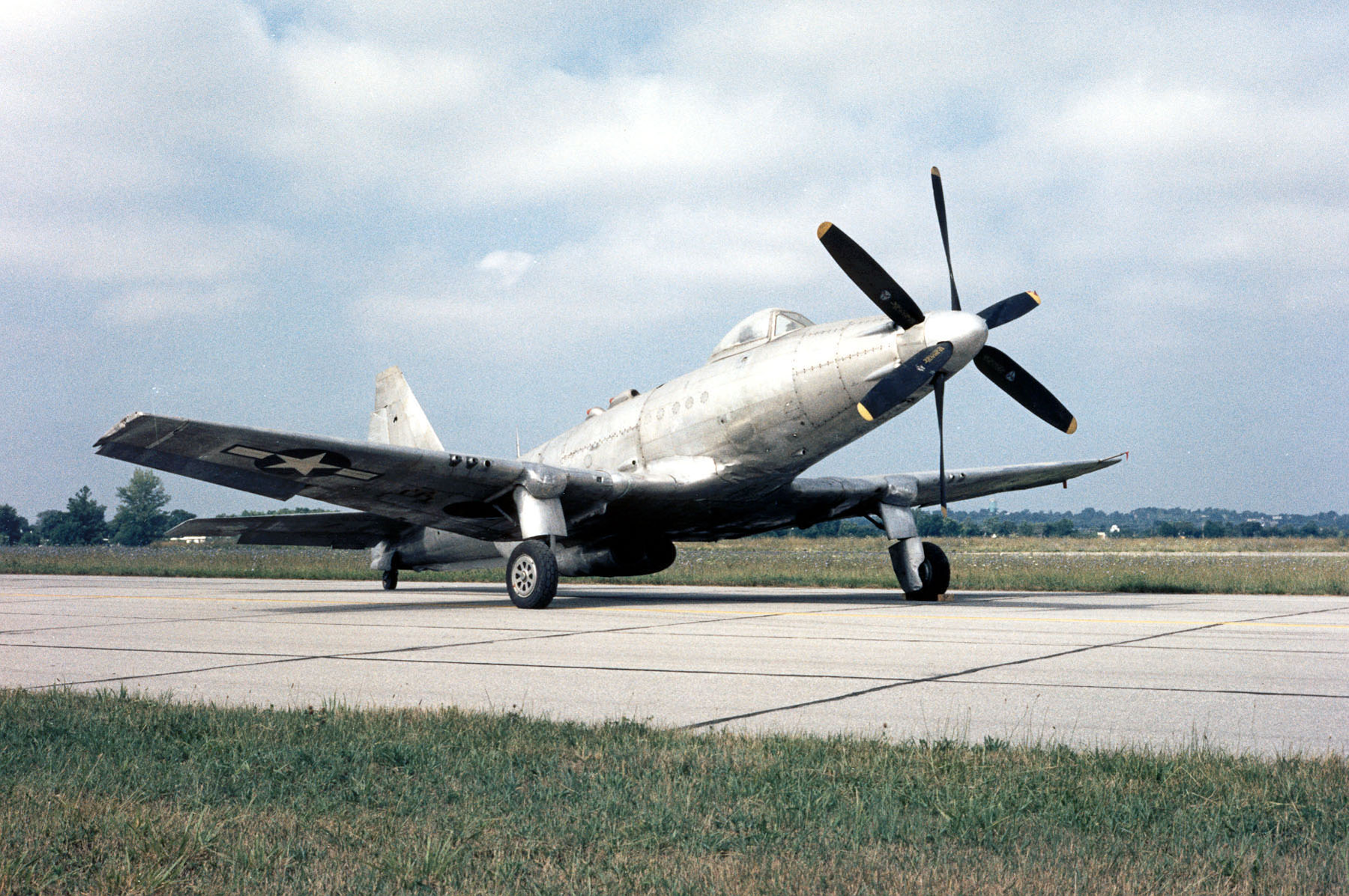
Fisher P-75

Die Fisher Body Co. war ein in Detroit ansässiger US-amerikanischer Stellmacherbetrieb. Die Firma war mit Entwicklungen von Kurbelfenstern, nach hinten geneigten Windschutzscheiben und entspiegeltem Glas ein Vorreiter in der Karosserietechnologie.

## Unternehmensgeschichte
Das Unternehmen wurde am 22. Juli 1908 von Frederic J. Fisher (1878–1941) und seinem Bruder Charles J. Fisher (1880–1963) in Detroit gegründet. Albert Fisher, der Onkel der beiden, fungierte als Geldgeber. Zu den ersten Kunden zählten unter anderem Ford und Oldsmobile. 1909 wollte Albert Fisher das Unternehmen verlassen, da er mit der Geschäftspolitik seiner Neffen nicht einverstanden war. Mit Hilfe der Familie Mendelssohn konnte man ihn auszahlen; die Mendelssohns (zwei Brüder und deren Söhne) traten nach und nach somit ebenso in die Firma ein wie die anderen fünf Brüder von Frederic und Charles, Lawrence P. Fisher (1881–1961), William A. Fisher (1886–1969), Edward F. Fisher (1891–1972), Albert J. Fisher (1892–1962) und Howard A. Fisher (1902–1942). Noch 1909 entstand eine Entwurfsabteilung für offene Karosserien.
1910 wurde auf Grund von Aufträgen für die neuen, geschlossenen Karosserien, zum Beispiel von Cadillac, die Fisher Closed Body Co. gegründet. 1914 hatte Fisher bereits zehn Niederlassungen in den USA und Kanada, in diesem Jahr stellten sie 105.000 Karosserien her. 1916 wurden beide Firmen wieder zusammengelegt, Hauptsitz war nun New York City. 1919 entstanden bei Fisher Überlegungen, künftig nicht nur Karosserien, sondern ganze Autos zu bauen. Gleichzeitig machten aber Ford, Studebaker und General Motors Übernahmeangebote. GM kam schließlich zum Zuge und erwarb zunächst 60 Prozent des Firmenkapitals. 1920 wurden bereits 378.978 Karosserien bei Fisher gefertigt. Vier Jahre später hatte Fisher 44 Werke mit 40.000 Mitarbeitern, die jährlich 500.000 Karosserien produzierten.
1925 kaufte Fisher die Fleetwood Metal Body Co. in Fleetwood (Pennsylvania) auf. Ein Jahr später kaufte GM die restlichen 40 Prozent von Fishers Firmenanteilen. Firmensitz war nun wieder Detroit. Ab Anfang der 1930er-Jahre war Fisher, wie Fleetwood, nur noch eine GM-Division. Die Fisher-Brüder wurden Direktoren bei GM. 1934 baute Fisher seine ersten Ganzstahlkarosserien. Im gleichen Jahr schieden die Gründer Frederic und Charles Fisher bei GM aus. Sie hatten die Holzskelettkarosserie immer als Optimum im Automobilbau verteidigt. 1937 verschwanden die letzten Holzkonstruktionen bei Fisher.
In den 1990er Jahren wurden mehrere Komponentenhersteller aus dem Besitz von General Motors, darunter Fisher, zu Delphi Automotive zusammengefasst. Nach dem Kauf der Delphi-Sparte für Fahrzeuginnenausstattungen und Auto-Schließsysteme durch die Renco Group ging dieser Unternehmensteil, und somit auch der Hauptteil der ehemaligen Fisher Body Co, in Inteva Products auf.

## Tätigkeitsfeld
Die Fisher Body Co. – und später die Fisher-Division von GM – war ein Vorreiter in der Karosserietechnologie. So gehen Entwicklungen wie Kurbelfenster, nach hinten geneigte Windschutzscheiben und entspiegeltes Glas auf ihre Aktivitäten zurück. Auch die ersten GM-Airbags entstanden bei Fisher.
Während des Zweiten Weltkriegs entstanden einige Flugzeuge vom Typ Fisher P-75.